# Szkoła Partyjna przy KC PZPR
Szkoła Partyjna przy KC PZPR – dwuletnia szkoła wyższa przy Komitecie Centralnym PZPR, działająca w latach 1948–1957. Kształciła aparat szczebla centralnego, jej absolwenci obejmowali wysokie stanowiska w partii, rządzie, dyplomacji, nauce i kulturze PRL.
Szkoła rozpoczęła działalność 26 kwietnia 1948.

## Dyrektorzy Szkoły[3]
- 1948–1950 – Tadeusz Daniszewski
- 1950–1957 – Romana Granas

## Siedziba
Mieściła się przy ul. Bagatela 2 (1954–1955).